# Григорян, Гайк Мкртычевич
Гайк Мкртычевич Григорян (арм. Հայկ Մկրտիչի Գրիգորյան, род. 15 сентября 1976 года, Ереван, Армянская ССР, СССР) — армянский юрист, Председатель Следственного комитета Республики Армения (с 10 июля 2018 года по 12 июля 2021 года.), государственный советник юстиции третьего класса (2019 г.). Доктор юридических наук (2021 г.).
Почетный следователь (с 8 октября 2021 г.) .
Ученый  член  Высшего судебного совета Республики Армения (с 7 декабря 2022 г. по 23 октября 2024 года)  .
23 октября 2024 года Национальным Собранием РА избран судьей Уголовной палаты Кассационного Суда РА . 

## Биография
Родился 15 сентября 1976 года в г. Ереване, в семье служащих.
В 1993 году окончил ереванскую среднюю школу № 122 им. А. Блока.
В 1994—1996 гг. проходил действительную военную службу в Вооруженных Силах Республики Армения.
В 1997 году поступил на прокурорско — следственное отделение специального факультета Военного университета Министерства обороны Российской Федерации.
В 2001 году экстерном, золотой медалью окончил Военный университет Министерства обороны Российской Федерации по специальности «юриспруденция».
С августа 2001 года по август 2006 года проходил службу в органах военной прокуратуры Республики Армения в должности следователя — стажера, следователя, затем старшего следователя.
Работал в Ереванском, Гадрутском, Мартакертском гарнизонах.
В течение двух лет был прикреплен к разным следственным бригадам отдела по расследованию особо важных дел Центральной Военной прокуратуры Республики Армения.
В 2006 году для получения послевузовского профессионального образования, подготовки и защиты кандидатской диссертации, по собственному желанию, освобожден от занимаемой должности.
В 2006 году поступил в адъюнктуру Военного университета Министерства обороны Российской Федерации.
В 2009 году успешно защитил кандидатскую диссертацию по теме «Расследование преступлений, совершенных военнослужащими Вооруженных Сил Республики Армения в районах вооруженного конфликта» и окончил штатную адъюнктуру Военного университета Министерства обороны Российской Федерации.
После получения послевузовского профессионального образования и защиты кандидатской диссертации, в связи с выведением следственного корпуса из органов прокуратуры и передачи военно — следственного аппарата Министерству обороны Республики Армения, продолжил службу в Следственной службе Министерства обороны Республики Армения.
В 2009 году назначен старшим следователем отдела контроля, методики и анализа Следственной службы Министерства обороны Республики Армения.
В 2010 году назначен руководителем второго гарнизонного следственного отдела (командир воинской части № 55292 Министерства обороны Республики Армения).
В 2011 году назначен заместителем руководителя Следственной службы Министерства обороны Республики Армения (заместитель командира воинской части № 55555 Министерства обороны Республики Армения).
В 2013 году поступил в докторантуру Военного университета Министерства обороны Российской Федерации на форму соискательства ученой степени доктора юридических наук, был прикреплен к кафедре криминалистики. Тема диссертационного исследования: «Международно-правовые и организационные основы расследования военных преступлений, совершаемых противоборствующими сторонами вооруженного конфликта». В 2021 году защитил докторскую диссертацию. Присуждена научная степень доктора юридических наук.
В 2014 году в связи с упразднением Следственной службы Министерства обороны Республики Армения и образованием Следственного комитета Республики Армения, переназначен заместителем руководителя Главного военного следственного управления Республики Армения.
В 2015 году Указом Президента Республики Армения назначен заместителем Председателя Следственного комитета Республики Армения — руководителем Главного военного следственного управления.
В 2018 году Постановлением Правительства Республики Армения назначен Председателем Следственного комитета Республики Армения.
В 2021 году Постановлением Правительства Республики Армения освобожден от должности Председателя Следственного комитета Республики Армения.
2022 году Национальным Собранием РА избран как ученый член Высшего Судебного Совета Республики Армения .
23 октября 2024 года Национальным Собранием РА избран судьей Уголовной палаты Кассационного Суда РА . 
За годы работы был награждён ведомственными и зарубежными наградами: 21 медалями, 4 памятными медалями, 1 государственной наградой и 4  надгрудными знаками.
Автор более 50  научных статей и 3 монографий, общим объёмом более 112 п.л., по актуальным проблемам уголовного и международного права, уголовного процесса и криминалистики.
Женат, воспитывает сына, 2007 года рождения, и дочь, 2011 года рождения.

## Образование
- В 1997 году поступил на прокурорско — следственное отделение специального факультета Военного университета Министерства обороны Российской Федерации.
- В 2001 году экстерном, золотой медалью окончил Военный университет Министерства обороны Российской Федерации по специальности «юриспруденция».
- В 2006 году поступил в адъюнктуру Военного университета Министерства обороны Российской Федерации.
- В 2009 году успешно защитил кандидатскую диссертацию по теме: «Расследование преступлений, совершенных военнослужащими Вооруженных Сил Республики Армения в районах вооруженного конфликта», присуждена научная степень кандидата юридических наук.
- В 2013 году поступил в докторантуру Военного университета Министерства обороны Российской Федерации на форму соискательства ученой степени доктора юридических наук. Тема диссертационного исследования: «Международно-правовые и организационные основы расследования военных преступлений, совершаемых противоборствующими сторонами вооруженного конфликта». В 2021 году защитил докторскую диссертацию. Присуждена научная степень доктора юридических наук.

## Трудовая деятельность
- 1994—1996 гг. проходил действительную военную службу в Вооруженных Силах Республики Армения.
- 2001—2006 гг. проходил службу в органах военной прокуратуры Республики Армения в должности следователя — стажера, следователя, затем старшего следователя.
- 2009 г. — назначен старшим следователем отдела контроля, методики и анализа Следственной службы Министерства обороны Республики Армения.
- 2010 г. — назначен руководителем второго гарнизонного следственного отдела (командир воинской части № 55292 Министерства обороны Республики Армения).
- 2011 г. — назначен заместителем руководителя Следственной службы Министерства обороны Республики Армения (заместитель командира воинской части № 55555 Министерства обороны Республики Армения).
- 2014 г. — переназначен заместителем руководителя Главного военного следственного управления Республики Армения.
- 2015 г. — назначен заместителем Председателя Следственного комитета Республики Армения — руководителем Главного военного следственного управления.
- 2018 г. — назначен Председателем Следственного комитета Республики Армения[1].
- 2021 г. — освобожден от должности Председателя Следственного комитета Республики Армения.
- 2022 г. — Национальным Собранием  Республики Армения избран как ученый член Высшего Судебного Совета Республики Армения [11].
- 2024 г. —Национальным Собранием РА избран как  судья  Уголовного палата Кассационного Суда РА .

## Звания
- Лейтенант (2001 г.)
- Юрист 3-го класса (2002 г.)
- Юрист 2-го класса (2004 г.)
- Юрист 1-го класса (2006 г.)
- Старший лейтенант (2006 г.)
- Капитан (2009 г.)
- Майор (2010 г.)
- Подполковник (2013 г.)
- Подполковник юстиции (2014 г.)
- Полковник юстиции (2015 г.)
- Советник юстиции первого класса (2018 г.)
- Государственный советник юстиции третьего класса (2019 г.)[12]

## Награды

### Награды
- Дважды награждён памятной медалью Премьер-министра Республики Армения.
  - Награждён ведомственным высшим нагрудным значком «Почетный следователь» Следственного комитета Республики Армения.
  - Награждён ведомственным высшим нагрудным значком «Почетный следователь» Следственного комитета Республики Арцах.
  - Награждён ведомственной медалью «За боевое содружество» Службы национальной безопасности Республики Армения.
  - Награждён ведомственной медалью «За укрепление сотрудничества» Полиции Республики Арцах.
  - Награждён ведомственной медалью «Маршал Баграмян» Министерства обороны Республики Армения.
  - Награждён ведомственной медалью «Вазген Саргсян» Министерства обороны Республики Армения.
  - Награждён ведомственной медалью «Оплот Закона» Полиции Республики Армения.
  - Награждён ведомственной медалью «За безупречную службу 1-й степени» Министерства обороны Республики Армения.
  - Награждён ведомственной медалью «За безупречную службу 2-й степени» Министерства обороны Республики Армения.
  - Награждён ведомственной юбилейной медалью «20 лет Вооруженным Силам Республики Армения» Министерства обороны Республики Армения.].
  - Награждён ведомственной медалью «За укрепление сотрудничества» Полиции Республики Армения.
  - Награждён ведомственной медалью «Доблесть и отвага» Следственного комитета Республики Армения.
  - Награждён ведомственной юбилейной медалью «100-летие органов безопасности» Службы национальной безопасности Республики Армения
  - Награждён ведомственной медалью «За отличную службу» Специальной следственной службы Республики Армения.
  - Награждён ведомственной медалью «За укрепление правопорядка Республики Армения» Специальной следственной службы Республики Армения.
  - Награждён ведомственным юбилейным значком «100-летие Прокуратуры Республики Армения» Генеральной прокуратуры Республики Армения.
  - Награждён ведомственной памятной медалью «Армия обороны НКР» Министерства обороны Республики Арцах.

### Зарубежные награды
- - Награждён ведомственной медалью «За заслуги» Следственного комитета Российской Федерации.
  - Награждён медалью Следственного комитета Российской Федерации «За верность служебному долгу».
  - Дважды награждён медалью «За укрепление международного сотрудничества» Следственного комитета Российской Федерации.
  - Награждён медалью Военного университета Министерства обороны Российской Федерации «100-лет Военному университету Министерства обороны Российской Федерации».
  - Награждён Государственной наградой Республики Беларусь — юбилейной медалью «75 лет освобождения Беларуси от немецко-фашистских захватчиков».
  - Награждён ведомственной юбилейной медалью «90-летие Военного университета».
  - Награждён ведомственной медалью Военного университета Министерства обороны Российской Федерации «За отличное окончание Военного университета Министерства обороны Российской Федерации»
  - Награждён памятной медалью Следственного комитета Российской Федерации «75 лет Победы в Великой Отечественной войне 1941—1945 гг.».
  - Награждён значком Следственного комитета Республики Беларусь «За заслуги».
  - Награждён юбилейным значком «За службу и взаимодействие» Следственного комитета Республики Беларусь.
  - Ряд почетных грамот.

## Научные работы

### Монографии
1. Расследование преступлений, совершаемых военнослужащими Вооруженных Сил Республики Армения в районах вооруженного конфликта: монография — Москва, 2009.-202 с. — 12,5 п. л.
2. Международно-правовые основы расследования военных преступлений (На материалах Нагорно-Карабахского вооруженного конфликта): монография — Ереван, 2017. 772 с. — 29,42 п. л.
3. Основы расследования военных преступлений, совершаемых противником (На материалах Нагорно — Карабахского вооруженного конфликта): монография — Ереван, 2021. 527 с. — 33 п. л.

### Научные статьи
1. К вопросу об общей криминалистической характеристике преступлений, совершаемых военнослужащими ВС РА в районах вооруженного конфликта// Российский военно-правовой сборник «175 лет военно-юридическому образованию в России». – М. – 2007. – С. 254. – 0,75 п. л.
2. История возникновения и развития Нагорно-Карабахского конфликта//Сборник научных статей «Научные идеи С. Н. Трегубова и их влияние на развитие современной криминалистической науки в России». – М. – 2007. – С. 168. – 1,06 п. л.
3. Становление и развитие органов военной прокуратуры в Армении//Российский военно-правовой сборник «140 лет органам военной прокуратуры в России». – М. – 2007. – 0,43 п. л.
4. Структура и полномочия органов военной юстиции Республики Армения в свете проводимых правовых реформ//Право в Вооруженных Силах –Военно-правовое обозрение. Научно-практический журнал. - 2009. - № 6. - С. 107. – 0, 7 п. л.
5. Уголовно – процессуальный порядок расследования преступлений, совершаемых военнослужащими в районах вооруженного конфликта// Материалы к межвузовской научно-практической конференции «Актуальные проблемы военного строительства ВС РФ в современных условиях». – М. – 2009. – С. 56. – 0,5 п.л.
6. Об участии экспертов, организации экспертных исследований и деятельности экспертных учреждений при расследовании преступлений, совершаемых военнослужащими Вооруженных Сил Республики Армения в условиях вооруженного конфликта//«Право: теория и практика». – М.: Издательство Тезаурус, 2009. – № 5 (118). – С. 49. – 0,5 п. л.
7. Об участии понятых при расследовании преступлений, совершаемых военнослужащими ВС РА в условиях вооруженного конфликта//«Федерация». – М. – 2009. – № 4 - 5 (59-60). – С. 26. – 0,3 п. л.
8. Нагорно – Карабахский вооруженный конфликт как негативный фактор, определяющий специфические закономерности расследования преступлений, совершаемых военнослужащими ВС РА в условиях вооруженного конфликта//«Юридическая Россия». – М. – 2009. – № 4-5. – С. 4. – 0,8 п.л.
9. Проблемы правового обеспечения расследования преступлений, совершаемых военнослужащими ВС РА в районах вооруженного конфликта//Организация деятельности органов предварительного следствия и дознания в системе МВД России: управленческие и криминалистические проблемы. Материалы всероссийской научной конференции. Часть 2. – Москва – 2012. – С. 34. – 0,44 п.л.
10. Толкование вооруженных конфликтов в международной юридической практике и подходы по их концептуализации: Айкакан Банак (Армянская Армия). Военно-научный журнал национального исследовательского университета обороны МО РА. - Ереван: Национальный исследовательский университет обороны МО РА, 2015. - Вып. № 3 (85). - С. 88. – 0,52 п. л.
11. Характер вооруженного конфликта и его значение для определения объема применения норм международного гуманитарного права:Айкакан Банак (Армянская Армия). Военно-научный журнал национального исследовательского университета обороны МО РА. - Ереван: Национальный исследовательский университет обороны МО РА, 2015. - Вып. № 4 (86). - С. 124. – 0,36 п. л.
12. Факторы, препятствующие расследованию военных преступлений, совершаемых противоборствующими сторонами вооруженного конфликта: //Айкакан Банак (Армянская Армия). Военно-научный журнал национального исследовательского университета обороны МО РА. - Ереван: Национальный исследовательский университет обороны МО РА, 2016.- Вып. № 1(87). - С. 91.– 0,77 п. л.
13. Некоторые проблемы квалификации военных преступлений, совершаемых Вооруженными Силами Азербайджана в Нагорно-Карабахской Республике: //Айкакан Банак (Армянская Армия) Военно-научный журнал национального исследовательского университета обороны МО РА. - Ереван: 2016. - № 2 (88). - С. 103. – 0,71 п. л.
14. Соотношение концепций серьезного нарушения норм международного гуманитарного права и военного преступления: //Айкакан Банак (Армянская Армия). Военно-научный журнал национального исследовательского университета обороны МО РА. Ереван: Национальный исследовательский университет обороны МО РА, 2016. Вып. № 3(89). С. 102. – 0,83 п. л.
15. Правовое обеспечение расследования военных преступлений в законодательстве Республики Армения, как структурный элемент концепции расследования военных преступлений, совершаемых противоборствующими сторонами вооруженного конфликта//Военное право (электронное научное издание). - Москва, 2016. - № 4 (40). - С. 239. – 0,53 п. л.
16. Возникновение и развитие концепции расследования военных преступлений, совершаемых противоборствующими сторонами вооруженного конфликта//Вестник архивов Армении. Научно-популярный журнал. - Ереван: ГНО «Национальный архив Армении», 2016. - Вып. № 124. - С. 406. – 1,42 п.л.
17. Специфика содержания методики расследования военных преступлений, как элемента концепции расследования военных преступлений, совершаемых противоборствующими сторонами вооруженного конфликта//Научный журнал NOVATION. - 2016. - No 5. - С. 90. – 0,63 п. л.
18. Источники международного уголовного права как основа квалификации военных преступлений, совершаемых противоборствующими сторонами вооруженного конфликта//Научный журнал NOVATION. - 2016. No 6. - С.78. – 0,55 п. л.
19. Классификация военных преступлений, совершаемых противоборствующими сторонами вооруженного конфликта//Sciences of Europe. Прага: Global Science Center LP, 2016. - Vol. 2. - No 7 (7) - C. 132. – 0,32 п.л.
20. Организация расследования и сбора доказательственной информации о военных преступлениях, как часть содержания концепции расследования военных преступлений, совершаемых противоборствующими сторонами вооруженного конфликта//Sciences of Europe. - Прага: Global Science Center LP, 2016. - Vol. 3. - No 6 (6) - С. 83. – 0,82 п.л.
21. Розыск, задержание и передача должностных лиц, причастных к совершению военных преступлений, как часть содержания концепции расследования военных преступлений, совершаемых противоборствующими сторонами вооруженного конфликта//Научный журнал Scientific – Researches. - Кишинев. - 2016. - Вып. 2. - С. 50. – 0,45 п. л.
22. Вооруженный конфликт, как фактор, влияющий на формирование концепции расследования военных преступлений, совершаемых противоборствующими сторонами вооруженного конфликта//Инновационные технологии в области юриспруденции. Эвенсис. Сборник научных трудов по итогам научно-практической конференции. - Хабаровск, 2016. - Вып. 1. С. 30. – 0,31 п. л.
23. Осуществление международного судопроизводства в отношении лиц причастных к совершению военных преступлений, как часть содержания концепции расследования военных преступлений, совершаемых противоборствующими сторонами вооруженного конфликта//Научно-информационный центр «Знание». Сборник статей. XVI международная заочная конференция «развитие науки в XXI веке». Часть 2. - Харьков, 2016. - С. 32. – 0,43 п. л.
24. Международные нормативные правовые акты как основа квалификации и расследования военных преступлений, совершаемых противоборствующими сторонами вооруженного конфликта//Инновационный центр развития образования и науки. Сборник научных трудов по итогам III международной научно-практической конференции Современная юриспруденция: актуальные вопросы и перспективы развития. - Уфа. - 2016. - Выпуск III. - С. 68. – 0,56 п.л.
25. Проблемы имплементации норм международного права о военных преступлениях в национальное законодательство Республики Армения: //Айкакан Банак (Армянская Армия). Военно-научный журнал национального исследовательского университета обороны МО РА. - Ереван: Национальный исследовательский университет обороны МО РА, 2017. - Вып. № 1-2 (91-92). - С. 220. – 0,71 п.л.
26. Проблемы отграниче¬ния военных преступлений от смежных составов преступлений против человечности, геноцида и терроризирования гражданского населения://Айкакан Банак (Армянская Армия). Военно-научный журнал национального исследовательского университета обороны МО РА. - Ереван: Национальный исследовательский университет обороны МО РА, 2017. - Вып. № 3 (93). - С. 112– 0,62 п. л.
27. Проблемы криминализации норм о военных преступлениях в национальное законодательство Республики Армения//Предварительное расследование. Научно-практический журнал Следственного комитета Республики Беларусь. - Минск: Следственный комитет Республики Беларусь, 2017. - № 1. - С. 35. – 0,5 п.л.
28. Проблемы розыска, задержания и передачи должностных лиц, причастных к совершению военных преступлений, совершаемыми противоборствующими сторонами вооруженного конфликта//Труд. Профсоюзы. Общество. Минск. 2017. - № 4 (58). - С. 51. – 0,67 п. л.
29. Роль и значение иммунитетов должностных лиц, причастных к совершению военных преступлений//Журнал «Судебная власть и Уголовный процесс». Научно - практический журнал. - Воронеж: ВГУ, 2017. - № 3. - С. 142. – 1,1 п.л.
30. Особенности методики расследования военных преступлений, совершаемых противоборствующей стороной вооруженного конфликта с применением ракетно-артиллерийских и авиационных ракетно-бомбовых средств поражения//Вестник Московской академии Следственного комитета Российской Федерации. - Москва: Московская академия Следственного комитета Российской Федерации, 2017. - № 4 (14). - С. 139. – 0,76 п. л.
31. Особенности планирования расследования военных преступлений, совершаемых противоборствующими сторонами вооруженного конфликта//Расследование преступлений: проблемы и пути их решения. - Москва: Московская академия Следственного комитета Российской Федерации, 2017. - № 4 (18). – С. 128. 0,43 п. л.
32. Проблемы уголовно–процессуального порядка и международно – правового сотрудничества по делам о военных преступлениях//Сборник информационных материалов по итогам первого совместного заседания коллегий Следственных комитетов Республики Армения, Республики Беларусь, Российской Федерации. Санкт-Петербург. - СПб. - 2017. - С. 92. – 1,05 п. л.
33. Особенности организации производства осмотра места происшествия при расследовании военных преступлений, совершаемых противоборствующими сторонами вооруженного конфликта//Фундаментальные и прикладные междисциплинарные исследования: процессно-ориентированная интеграция науки и практики. Материалы международной научно-практической конференции. Национальный институт имени Екатерины Великой. - Москва. – 2017. - С. 211. – 0,67 п. л.
34. Влияние первой и второй мировых войн на формирование международной системы ответственности и принцип недопустимости ссылки на должностное положение//Следователь. Научно-образовательный журнал. - Ереван: Следственный комитет республики Армения. – № 5 – 2017. - С. 28. – 0,81 п. л.
35. РУКОВОДСТВО АЗЕРБАЙДЖАНА - ВОЕННЫЕ ПРЕСТУПНИКИ - Ереван: 2017 - Следственный комитет республики Армения. – "Голос Армении" https://www.golosarmenii.am/article/52449/rukovodstvo-azerbajdzhana---voennye-prestupniki (Так как бумажная версия "ГА" не в состоянии вместить исследования Айка Григоряна в полном объеме, текст всей работы будет размещен на сайте "ГА").
36. ВЛИЯНИЕ ПЕРВОЙ И ВТОРОЙ МИРОВЫХ ВОЙН НА ФОРМИРОВАНИЕ МЕЖДУНАРОДНОЙ СИСТЕМЫ ОТВЕТСТВЕННОСТИ И ПРИНЦИП НЕДОПУСТИМОСТИ ССЫЛКИ НА ДОЛЖНОСТНОЕ ПОЛОЖЕНИЕ.//Ереван: 2017.
37. ВОЕННО – ПОЛИТИЧЕСКОЕ РУКОВОДСТВО АЗЕРБАЙДЖАНА – АГРЕССОР. ПРОБЛЕМЫ ПРИВЛЕЧЕНИЯ К ОТВЕТСТВЕННОСТИ ПРЕДСТАВИТЕЛЕЙ ВОЕННО-ПОЛИТИЧЕСКОГО РУКОВОДСТВА АЗЕРБАЙДЖАНСКОЙ РЕСПУБЛИКИ ЗА СОВЕРШЕНИЕ АГРЕССИИ.//Ереван: 2018.
38. ВОЕННО – ПОЛИТИЧЕСКОЕ РУКОВОДСТВО АЗЕРБАЙДЖАНА – ВОЕННЫЕ ПРЕСТУПНИКИ. УГОЛОВНО-ПРАВОВЫЕ И УГОЛОВНО-ПРОЦЕССУАЛЬНЫЕ ОСОБЕННОСТИ ПРИВЛЕЧЕНИЯ К ОТВЕТСТВЕННОСТИ ПРЕДСТАВИТЕЛЕЙ ВОЕННО-ПОЛИТИЧЕСКОГО РУКОВОДСТВА АЗЕРБАЙДЖАНСКОЙ РЕСПУБЛИКИ ЗА СОВЕРШЕНИЕ ВОЕННЫХ ПРЕСТУПЛЕНИЙ.//Ереван: 2018.
39. Особенности производства допроса военнослужащих противоборствующей стороны вооруженного конфликта при расследовании военных преступлений//Вестник Московской академии Следственного комитета Российской Федерации. - Москва: Московская академия Следственного комитета Российской Федерации, 2018. - № 1 (15). – С. 88. – 1,055 п. л.
40. Система организационных мер по обеспечению расследования военных преступлений, совершаемых противоборствующими сторонами вооруженного конфликта//Расследование преступлений: проблемы и пути их решения. - Москва: Московская академия Следственного комитета Российской Федерации, 2018. - № 1 (19). – С. 150. 0,89 п. л.
41. Уголовно-процессуальные особенности расследования дел о привлечении к ответственности представителей военно-политического руководства Азербайджана за совершение военных преступлений в контексте международно-правовых регулирований//Судебная Власть – Научно-методический журнал. – Ереван. – 2021. – № 1-2/259/260. – С. - 120. 3 п.л.
42. Aggression as a Crime in International and National Criminal Law//WISDOM. – Yerevan. – 2020. – № 1 (14). – Page. – 122. 0,8 п.л.
43. The Doctrine of «Joint Criminal Enterprise»: Criminal Liability of the Military-Political Leadership of the Armed Conflict Opposing Party for Committing War Crimes//WISDOM. – Yerevan. – 2020. – № 2 (15). – Page. – 140. 0,5 п.л.
44. Methodological Principles of Investigators Training on Examination of Missile-Artillery Crime Scene//WISDOM. – Yerevan. – 2020. – № 3 (16). – Page. – 156. 0,75 п.л.
45. «Военно-политическое руководство Азербайджана – военные преступники и агрессоры»: научные статьи Председателя Следственного комитета РА Гайка Григоряна, адресованные международному сообществу// – Yerevan. – 31.07.2020, – https://www.investigative.am/ru/news/voenno-politiceskoe-rukovodstvo-azerbaidzana-voennye-prestupniki-i-agressory-naucnye-stati-predsedatelia-sledstvennogo-komiteta-ra-gaika-grigoriana-adresovannye-mezdunarodnomu-soobshhestvu .
46. The Role and Importance of the Institution of Complicity in International Criminal Law and The Doctrine of «Command Responsibility» in bringing the servicemen of the opposing party of the Armed Conflict to Criminal Responsibility for committing War Crimes//WISDOM. – Yerevan. – 2021. – № 1 (17). – Page. – 170. 1,25 п.л.
47. Overcoming the Psychological Problems of Military Investigators through Algorithmization of War Crimes Investigations//Turismo-Estudos E Praticas. Univ Estado Rio Grande Norte. – 2021. – № 01. – Page. – 1. 1 п.л.
48. Особенности собирания, использования и оценки доказательств при судебном разбирательстве по делам о военных преступлениях, совершаемых противоборствующими сторонами вооруженного конфликта // Судебная Власть – Научно-методический журнал. – Ереван. – 2021. – № 5-6/263/264. – С. – 65. 3 п.л.
49. ПРОБЛЕМЫ ОТВЕТСТВЕННОСТИ ВОЕННО-ПОЛИТИЧЕСКОГО РУКОВОДСТВА АЗЕРБАЙДЖАНА ЗА ГЕНОЦИД АРМЯНСКОГО НАСЕЛЕНИЯ НАГОРНОГО КАРАБАХА //Судебная Власть – Научно-методический журнал. – Ереван. – 2023. – № 4-9 (286-291). – С. – 54.

### Учебники, другие публикации
1. Методика расследования преступлений против военной службы, совершенных военнослужащими вооруженных сил Республики Армения։ Учебник / под общ. ред. доктора юридических наук, профессора С. В. Маликова / — М.; Е., 2011. — 216 с. − 21.04.2011 г.
2. Руководство Азербайджана — военные преступники / Г. М. Григорян // Голос Армении. Общественно-политическая газета. — Ереван. — 2017. — 20 апреля. — № 40.

## Интервью
- Гайк Григорян — http://investigative.am/news/view/harcazruyc-hayzinvorin-hayk-grigoryan.html Архивная копия от 18 октября 2019 на Wayback Machine
- Гайк Григорян — http://investigative.am/news/view/harcazruyc-hayzinvor-hayk-grigoryan.html Архивная копия от 24 августа 2019 на Wayback Machine
- Гайк Григорян — https://web.archive.org/web/20190224003944/http://tesaket.info/n/n1538989204
- Гайк Григорян — http://www.hayzinvor.am/32004.html Архивная копия от 11 ноября 2018 на Wayback Machine
- Гайк Григорян — http://investigative.am/news/view/hayk-grigoryan-meknabanutyun-charashahumner.html Архивная копия от 27 июля 2019 на Wayback Machine
- Гайк Григорян — https://www.youtube.com/watch?v=iFcksT2RThk
- Гайк Григорян — https://www.youtube.com/watch?v=AOhI-hYj07c
- Гайк Григорян — https://www.youtube.com/watch?v=k8dqVZ_cogg
- Гайк Григорян — https://www.aravot.am/2018/10/08/985943/ Архивная копия от 1 марта 2019 на Wayback Machine
- Гайк Григорян — https://168.am/2018/07/10/979844.html Архивная копия от 1 марта 2019 на Wayback Machine
- Гайк Григорян — https://www.youtube.com/watch?v=Il7RawY70Eg
- Гайк Григорян - https://armlur.am/825337/ Архивная копия от 1 марта 2019 на Wayback Machine
- Гайк Григорян — https://www.youtube.com/watch?v=vmhsRUTrUPM
- Гайк Григорян — https://www.youtube.com/watch?v=k8dqVZ_cogg